# Marquesado de Darrax
El  marquesado de Darrax  es un título nobiliario del archiduque Carlos de Austria concedido en Viena a don Francisco Javier de Molina Martínez, y confirmado por el Rey Felipe V en el año 1709, terminada la guerra de Sucesión. Darrax es una pedanía del pueblo de Blanca en Murcia.

## Marqueses de Darrax
|                                | Titular                             | Periodo               |
| Creación por Felipe V          | Creación por Felipe V               | Creación por Felipe V |
| ------------------------------ | ----------------------------------- | --------------------- |
| I                              | Francisco Javier de Molina Martínez | 1709-                 |
| Único titular. Título caducado |                                     |                       |

## Historia de los marqueses de Darrax
- El  I Marqués de Darrax  fue Francisco Javier de Molina Martínez, Caballero de Santiago y Regidor Perpetuo de Murcia.  Título Nobiliario concedido en Viena por el Archiduque Carlos de Austria y confirmado por el Rey Felipe V en el año 1709, terminada la guerra de Sucesión, junto con el Vizcondado previo de la misma denominación. No se casó.

- Francisco Javier de Molina Martínez nació el 6 de mayo de 1688 en Blanca (Murcia), es hijo segundo de Don Martín de Molina de la Vega, natural de Blanca, regidor perpetuo de Blanca y recaudador general de las rentas reales y servicios de millones del Reino de Murcia, hizo una gran contribución a la iglesia parroquial de Blanca, que se rehízo de nuevo en 1705, Alcalde de Hijosdalgos en Cieza (Murcia) en 1690, se hallaron documentos en Blanca de la sucesión al mayorazgo y título de Embid que efectuó en su día ante los tribunales de Castilla, y Doña Ana Martínez Fernández (casados en Blanca el  20-11-1676) natural de Blanca (Murcia), hija de Don Jaime Martínez de Ayala, Alcalde de Hijosdalgos en Mula (Murcia) en el año 1646 y de Dña. Catalina Fernández Torres nacida en Blanca el 6-7-1629(casados en Blanca el 26-11-1651).